# Onkyo
Onkyo Corporation är en japansk elektroniktillverkare som framför allt specialiserar sig på hemmabio och ljud, såsom förstärkare och hemmabiohögtalare. Företagets drivs för närvarande av Naoto Ohtsuki.